# Mše

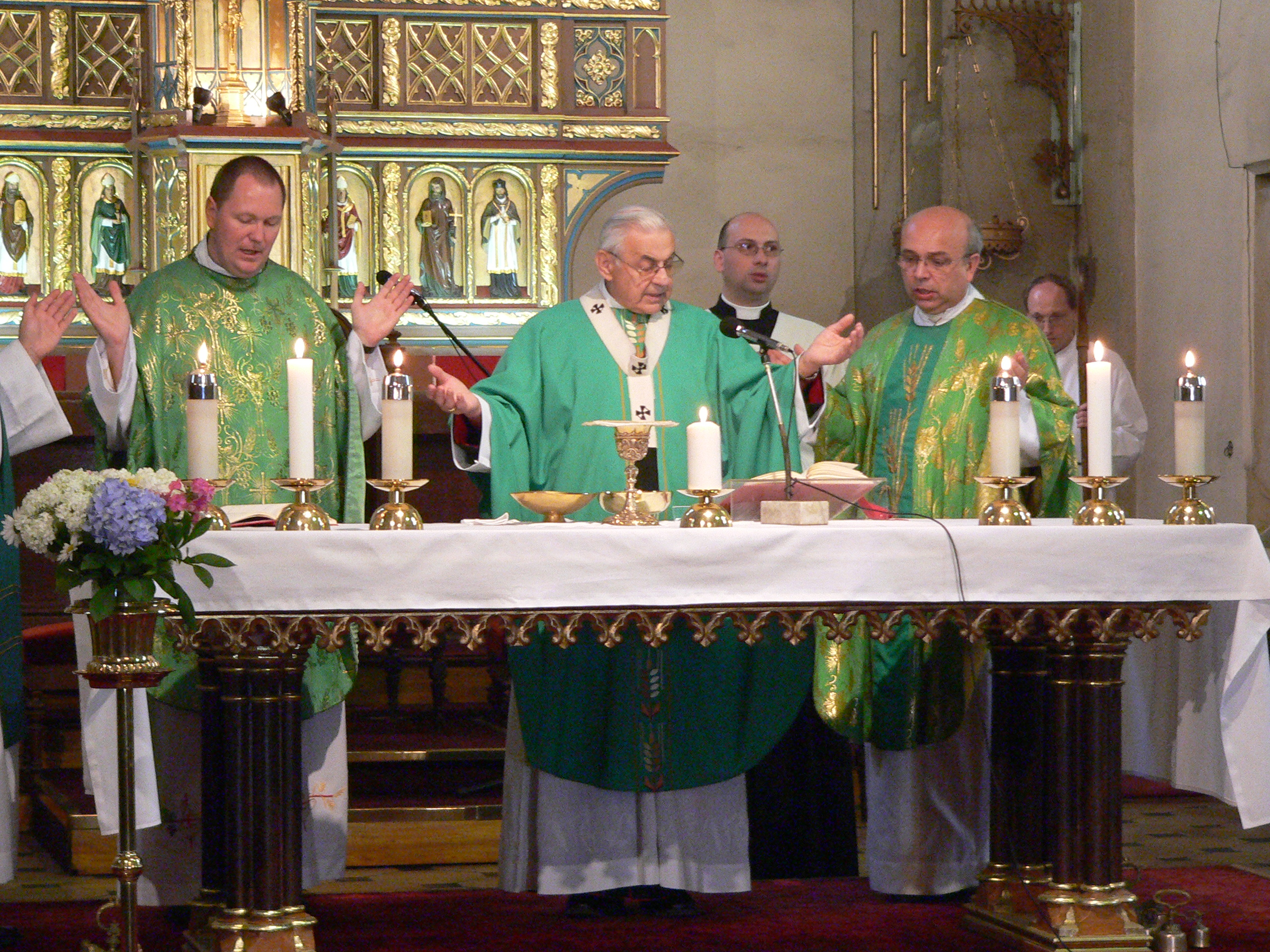
Kardinál Vlk celebruje mši versus populum

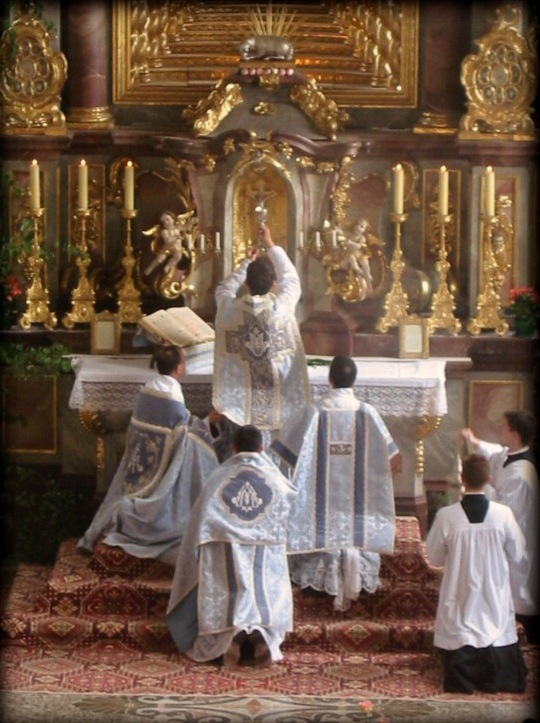
Při mši slavené v tridentském ritu koná kněz úkony čelem oltáři (ad orientem).

Mše čili mše svatá je nejdůležitější typ bohoslužby v některých křesťanských církvích. Liturgické předpisy za normálních okolností nedovolují slavení mše na Velký pátek a během dne na Bílou sobotu (večerní mše na Bílou sobotu je již vigilie následující velikonoční slavnosti), v ostatní dny mají katoličtí kněží naopak povinnost mši vysluhovat. 
Tradiční mše se skládá ze tří hlavních částí: části přípravné (neboli modliteb u stupňů oltáře), mše katechumenů, a mše věřících; nová mše se dělí na dvě části: bohoslužby slova, jejímž jádrem je předčítání biblických textů, a bohoslužby oběti, připomínající oběť, vzkříšení a stálou přítomnost Ježíše Krista. Podle katolického učení smí mešní oběť vysluhovat (celebrovat, předsedat) pouze biskup nebo kněz.

## Charakteristika
Označení mše je přejato ze závěrečných slov latinské liturgie římského ritu „Ite, missa est.“ (latinsky „Jděte, jste posláni.“) – k čemu se vztahuje tato věta není zcela jisté, nejspíš ke shromáždění, ale i možná k posvěcenému chlebu a vínu, které se v raných dobách křesťanství posílaly k sousedním křesťanským společenstvím.
Ve východních církvích se podobná bohoslužba označuje jako božská liturgie, v evangelických církvích jako (svatá) večeře Páně.
Podle katolického chápání není slavení eucharistie pouhou připomínkou poslední večeře Ježíše Krista s jeho učedníky, ale především nekrvavým zpřítomněním oběti Ježíše Krista na kříži a oslavou jeho vzkříšení. Proto je mše někdy označována též jako mešní oběť.
Jako mše se rovněž označuje hudební forma, která se vyvinula ve středověku jako muzikální ztvárnění některých částí mešní liturgie.

## Řádná a mimořádná forma mše
Vedle dnes v římskokatolické církvi nejobvyklejšího liturgického obřadu, někdy ne zcela správně nazývaného Mše Pavla VI., zavedeného po druhém vatikánském koncilu, existují i další liturgie. Jako mimořádná forma římského ritu se slouží starší, tzv. tridentská mše, zvaná mše sv. Pia V. Mimo to existují i další zvláštní starobylé způsoby liturgie, užívané buď místně či některými řády. Jedná se např. o mše v ambrosiánském, mozarabském, karmelitánském nebo dominikánském ritu.
Podoba mše se také liší podle příležitosti, kdy je sloužena. Zejména existuje zvláštní mše za zemřelé čili rekviem. V rámci mše je rovněž možno podle okolností konat další obřady, například poskytovat křest nebo uzavírat manželství.

## Církevně-právní vymezení
V římskokatolické církvi kánon (c. 904) vyzývá kněze ke slavení mše každý den – Kněží, majíce na paměti, že v tajemství eucharistické oběti se neustále koná dílo vykoupení, ať často slaví mši svatou, dokonce se velmi doporučuje denní slavení, neboť ono i bez účasti věřících je úkon Kristův a církve, v jehož konání kněží naplňují svůj hlavní úkol.